# Theridiosoma nechodomae
Theridiosoma nechodomae är en spindelart som beskrevs av Alexander Petrunkevitch 1930. Theridiosoma nechodomae ingår i släktet Theridiosoma och familjen strålspindlar. Inga underarter finns listade i Catalogue of Life.